# Zdravstveni fakultet u Puli
Zdravstveni fakultet u Puli, visoko učilište sa sjedištem u Puli koje obavlja djelatnost visokog obrazovanja u području biomedicine i zdravstva. Osnovano je 2011. godine kao rezultat suradnje Zdravstvenoga fakulteta sveučilišta u Zenici, Europskoga centra za mir i razvoj u Puli (ECPD) Sveučilišta za mir Ujedinjenih naroda (UNPEACE) i Opće bolnice u Puli.
Zdravstveni fakultet u Puli izvodi trogodišnji studij, a u prvu generaciju upisano je 160 studenata koji su prethodno završili većinom medicinsku školu (medicinske sestre, tehničari i fizioterapeuti). Nakon završenoga studija stječe se status prvostupnika odnosno diplomirane medicinske sestre, tehničara ili fizioterapeuta.
Nastavna baza Zdravstvenoga fakulteta u Puli jest Opća bolnica Pula.

## Više informacija
- Europski centar za mir i razvoj u Puli